# Respiratorisk kvot
Respiratoriska kvoten eller respirationsutbyteskvoten (eng. Respiratory Exchange Ratio - RER eller Respiratory Quotient -RQ), är ett mått på kvoten mellan inandat syre och utandat koldioxid, dvs. VCO2/VO2. Metabolismen av olika näringsämnen kräver olika mycket syre. Måttet används framför allt för att mäta vad som förbränns mest, fett eller kolhydrater, och mäts via utandningsluften vid fysisk ansträngning. Metabolismen av fett kräver mer syre än kolhydrater. Ren fettmetabolism har en RER-kvot på 0,7 medan ren kolhydratmetabolism har en RER-kvot på 1,0, så när kroppen förbränner lika mycket fett som kolhydrater hamnar RER-kvoten på 0,85. Vid en normal modern kost har de flesta en RER-kvot på 0,8 vid vila.

## Beräkningar
- Oxidation av en Kolhydratmolekyl:

6 O2 + C6H12O6 = 6 CO2 + 6 H2O + 38 ATP

Detta ger en RER-kvot motsvarande 6 CO2/6 O2 = 1.0

- Oxidation av en Fettsyremolekyl (Palmitinsyra):

23 O2 + C16H32O2 = 16 CO2 + 16 H2O + 129 ATP

Detta ger en RER-kvot motsvarande = 16 CO2/23 O2 = 0.7